# PGZ-09
Тип 09 (военное обозначение НОАК: PGZ09 — пиньинь: 09 shì zì xíng gāoshèpào, «Самоходная зенитная артиллерийская установка Тип 09») — китайская зенитная самоходная установка производства компании Norinco. Самоходная установка вооружена двумя 35-миллиметровыми автоматическими пушками; возможно довооружение двумя-четырьмя ПЗРК с инфракрасными головками самонаведения, работающими по принципу «выстрелил и забыл». Этот образец начал постепенно заменять предшественника PGZ-95 в 2009 году. Некоторые военные аналитики обозначили машину как Тип 07, но официальное обозначение было подтверждено как Тип 09 на Тематической выставке, посвященной 90-летию Народно-освободительной армии Китая в 2017 году.

## История
В 1987 году Китай импортировал Зенитные орудия Oerlikon GDF-002 с лицензией на производство, который в Китае обозначался как спаренная 35-мм зенитная артиллерийская система Тип 90. Тип 90 в основном предназначен для поражения низколетящих целей, таких как самолёты непосредственной авиационной поддержки, вертолёты, беспилотные летательные аппараты (БПЛА) и крылатые ракеты. Тип 09 — это самоходная версия ЗУ Тип 90.

## Конструкция
Тип 09 использует гусеничное шасси, аналогичное САУ PLZ-05, с дизельным двигателем 8В150 мощностью 800 л. с. Шасси оснащено шестью опорными катками с комбинированной торсионно-гидропневматической подвеской и механической коробкой передач CH700. Гусеничный движитель и двигатель мощностью 800 л. с. позволяют машине развивать скорость до 55 км/ч. Башня изготовлена из сварной стальной брони, защищающей экипаж от огня стрелкового оружия и осколков снарядов. Броня лобовой дуги рассчитана на выдержку выстрела из крупнокалиберного пулемёта калибра 14,5 мм.
Основное вооружение — двуствольная зенитная установка PG-99 (Тип 90) со скорострельностью 1100 выстрелов в минуту. Перед боем машина может выбирать один из пяти типов боеприпасов, включая HEI (осколочно-фугасно-зажигательный снаряд) с трассирующим вариантом, SAPHEI (полубронебойно-фугасно-зажигательный снаряд) с трассирующим вариантом, бронебойный подкалиберный снаряд и тренировочный снаряд. Башня имеет два отдельных механизма заряжания для каждого ствола.
Машина оснащена радаром двух типов. Радар поиска и наблюдения расположен в задней части крыши башни и имеет дальность действия до 20 километров с возможностью идентификации «свой-чужой». Радар сопровождения установлен в передней части башни, а наверху — цифровая система управления огнем. Он оснащен управляемой компьютером системой наведения с лазерным дальномером и тепловизионным прицелом. На верху башни расположена аварийная оптика дневного света. Цифровая система управления огнем и механизм заряжания расположены в кормовой части машины. Другое стандартное оборудование PGZ-09 включает кондиционирование воздуха для экипажа и компьютеров, отопление и вентиляцию, а также систему РХБЗ, обеспечивающую защиту от воздействия ядерного, биологического и химического оружия. Тип 09 также имеет автоматическую систему обнаружения и тушения огня, систему передачи данных и внешнюю систему связи с другими машинами батальона.

## На вооружении
Китай
- Стандартная машина ПВО общевойсковых бригад Сухопутных войск НОАК.